# Ha Dae-sung
Ha Dae-sung (하대성) est un footballeur sud-coréen né le 2 mars 1985 à Incheon. Il évolue au poste de milieu de terrain au FC Séoul.

## Carrière
- 2004-2005 : Ulsan Hyundai ( Corée du Sud)
- 2006-2008 : Daegu FC ( Corée du Sud)
- 2009 : Jeonbuk Hyundai Motors ( Corée du Sud)
- jan. 2010-jan. 2014 : FC Séoul ( Corée du Sud)
- jan. 2014-2016 : Beijing Guoan ( Chine)
- 2016-jan. 2017 : FC Tokyo ( Japon)
  - 2016-jan. 2017 : Nagoya Grampus ( Japon) (prêt)
- depuis jan. 2017 : FC Séoul ( Corée du Sud)

## Palmarès
- Championnat de Corée du Sud de football : 2005
- K League Classic : 2010, 2012
- Coupe de la Ligue sud-coréenne de football : 2010